# Michèle Delannoy
Michèle Delannoy (Moeskroen, 12 april 1949) is een voormalig Belgisch senator.

## Levensloop
Delannoy werkte als bediende bij de Socialistische Vooruitziende Vrouwen en was er eveneens de federaal secretaris van.
Ze werd ook politiek actief voor de PS en was voor deze partij van 1971 tot 2018 gemeenteraadslid van Moeskroen, waar ze van 1995 tot 2012 schepen was.
Van januari tot mei 1995 zetelde ze tevens voor korte tijd in de Belgische Senaat als rechtstreeks gekozen senator voor het arrondissement Doornik-Aat-Moeskroen.